# Juan Antonio Sánchez (químico)
Juan Antonio Sánchez fue un farmacéutico y químico argentino, creador de la carrera de Bioquímica de la Universidad de Buenos Aires.

## Biografía
Juan Antonio Sánchez nació el 15 de junio de 1875.
Sánchez siguió los estudios de farmacia, que desde 1894 en la ciudad de Buenos Aires seguían un plan de estudios propuestos por la Sociedad Nacional de Farmacia por iniciativa del farmacéutico Carlos Murry.
Tras recibirse de farmacéutico abrió un pequeño negocio del ramo en el barrio Villa Ortúzar, en condiciones sumamente precarias.
Obtuvo por concurso un cargo de ayudante de química en el Ministerio de Agricultura y en 1905 ingresó en la Facultad de Ciencias Exactas de la Universidad de Buenos Aires donde obtuvo el doctorado en Química.
En 1910 dictó un curso de "Ensayo y determinación de drogas" y el 10 de abril de 1917 obtuvo el nombramiento de profesor titular en la cátedra de Química Analítica de Medicamentos.
En 1919 fue designado Consejero de la Escuela de Farmacia. Considerando que el doctorado en Farmacia creado en 1875, suprimido en 1894 y restablecido en 1916, no cubría acabadamente las necesidades específicas de la bioquímica, el 3 de noviembre de 1919 Sánchez presentó un plan de estudios al Consejo Directivos de la Facultad de Ciencias Médicas de la Universidad de Buenos Aires para crear el Doctorado en Bioquímica y Farmacia. Con el apoyo del doctor Osvaldo Loudet el proyecto prosperó y fue aprobado el 28 de noviembre de 1919.
Escribió libros de la materia que le merecieron un premio en 1924 y elogiosos comentarios de sus pares. Georges Denigés, uno de los más eminentes químicos de Francia, afirmó en una carta publicada  en 1925 en el Boletín de trabajos de la Sociedad de Farmacia de Burdeos: «La muy notable obra del profesor Sánchez sobre la química de los medicamentos orgánicos, es el primer tratado de este orden que bajo la forma de un curso hablado, abarca la totalidad del tema, de una manera sistemática, didáctica y verdaderamente científica».
Designado consejero por los períodos 1926, 1927, 1935 y 1936, y delegado al Consejo Superior de la Universidad de Buenos Aires en 1943, continuó introduciendo mejoras en la carrera.
Falleció en 1953. 
El 15 de junio, día de su nacimiento, fue elegido por los estudiantes como el día del bioquímico por su papel en la creación de la Carrera de Bioquímica de la Universidad de Buenos Aires.